# Glàndula preorbitària
La glàndula preorbitària és una glàndula exocrina aparellada que es troba en moltes espècies d'artiodàctils, que és homòloga a la glàndula lacrimal trobada. en humans. Aquestes glàndules són escletxes semblants a trinxeres de blau fosc a negre, pell gairebé nua que s'estenen des de la comissura palpebral medial de cada ull. Estan revestides per una combinació de glàndula sebàcia i sudorípara, i produeixen secrecions que contenen feromones i altres compostos semioquímics. Els ungulats dipositen amb freqüència aquestes secrecions a branquetes i herbes com a mitjà de comunicació amb altres animals.
La glàndula preorbitària té diferents funcions en diferents espècies. Les secrecions que contenen feromones de la glàndula preorbitària poden servir per establir la dominància d'un animal (sobretot en preparació per a la zel), marca el seu territori, o simplement per produir una sensació agradable a l'animal. A causa del seu paper crític en el marcatge de l'olor, la glàndula preorbitària sol ser considerada com un tipus de glàndula odorífera. Una altra funció d'aquestes glàndules pot ser produir compostos antimicrobians per lluitar contra els patògens de la pell. Els compostos antimicrobians que es troben en aquestes glàndules poden ser biosintetitzats pel mateix animal, o per microorganismes que viuen en aquestes glàndules.